# Jack Oakie
Jack Oakie (født Lewis Delaney Offield; 12. november 1903, død 23. januar 1978) var en amerikansk skuespiller, der hovedsagelig arbejde i film, men arbejder også på scenen, radio og tv. Han er bedst husket for at portrættere Napaloni i Charlie Chaplins Diktatoren (1940), som han modtog en nominering til en Oscar for bedste mandlige birolle for.